# Maurilio Silvani
Maurilio Silvani (24 août 1882, Isola Sant'Antonio - 22 décembre 1947) est un archevêque italien de l'église catholique romaine.

## Biographie
Maurilio Silvani est né le 24 août 1882 à Isola Sant'Antonio dans la province d'Alexandrie en Italie. Il est ordonné prêtre le 17 juin 1905.
Il est nommé archevêque de Naupacte (de) en Grèce le 24 juillet 1936, ainsi que nonce apostolique en Haïti et en la République dominicaine (en) le même jour. Il est ordonné archevêque de Naupacte le 13 septembre 1936. Il est ensuite nommé nonce apostolique au Chili (en) en 1942, puis en Autriche (en) le 4 novembre 1946. Il décède le 22 décembre 1947. 
Pendant la Seconde Guerre mondiale, selon Gary Krupp de la fondation Pave the Way Foundation, il est l'artisan du sauvetage de milliers de juifs sous les ordres du pape Pie XII.
Il obtient avec l'aide de son secrétaire Giovanni Ferrofino 800 visas par cargaison de bateau deux fois par an durant la période de 1939-1945 et intervient directement pour ce faire auprès du General Rafael Trujillo au nom du pape Pie XII. Cette action, d'après Krupp, sauve plus de 10 000 Juifs qui étaient ensuite redirigé sur le continent américain avec l'aide de Ferrofino vers Cuba, le Mexique et le Canada.